# Corona 110
Corona 110 – amerykański satelita rozpoznawczy przeznaczony do wykonywania zdjęć powierzchni Ziemi. Trzydziesty czwarty statek serii KeyHole-4A tajnego programu CORONA. Kapsuły powrotne odzyskano w locie nad Pacyfikiem 28 maja (1034-1) i 4 czerwca (1034-2) 1966 roku. 
Na skutek awarii programatora wysokości i prędkości (usterka generatora sygnału sinusoidalnego) po 5. okrążeniu Ziemi statek zaczął wykonywać zdjęcia niskiej jakości.

## Opis

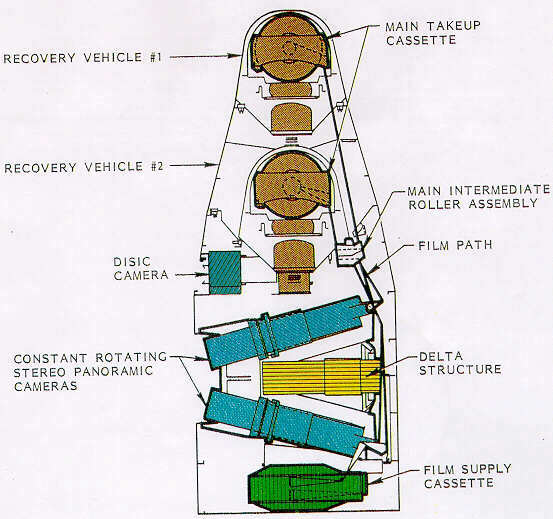
Przekrój pokazujący budowę satelity KH-4A

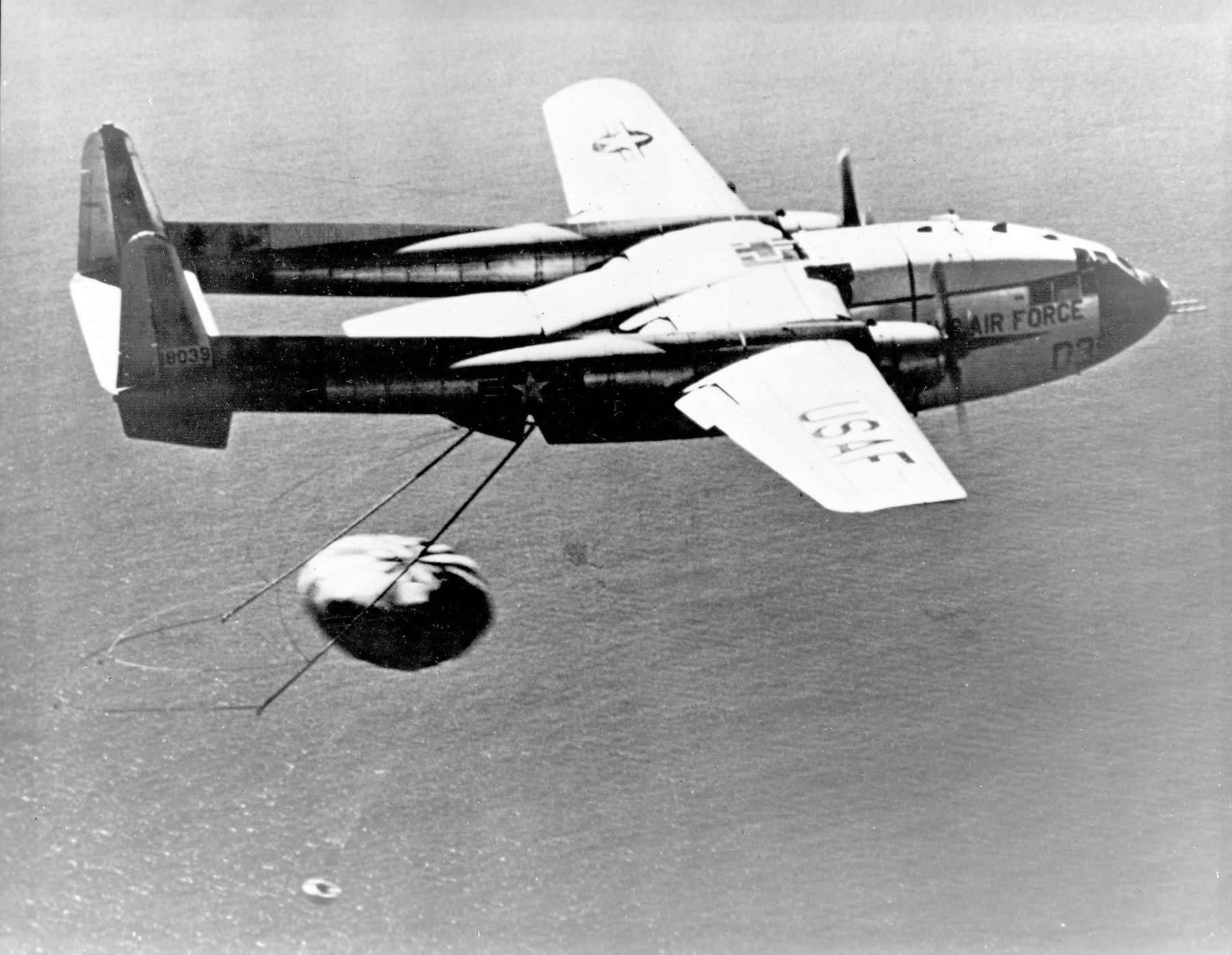
Moment przechwycenia opadającej na spadochronie kapsuły z błoną fotograficzną przez samolot stosowany w programie Corona

Głównym komponentem satelity były dwie szerokokątne kamery wyprodukowane przez Itek Corporation, z obiektywem o ogniskowej 610 mm, ze średnicą soczewek 180 mm. Kamery obsługiwały czarno-białą błonę fotograficzną o szerokości 70 mm wyprodukowaną przez firmę Eastman Kodak. Uzyskiwana rozdzielczość zdjęć dochodziła do 170 linii na 1 milimetr filmu. Film po naświetleniu był przesuwany za pomocą zestawu rolek do odpowiedniej kapsuły. Na początku misji naświetlony film był przekazywany do kapsuły nr 1, która następnie oddzielała się od satelity, lądowała na spadochronie w rejonie Pacyfiku i była przechwytywana podczas opadania przez specjalnie do tego przystosowany samolot. Następnie cykl powtarzano w odniesieniu do kapsuły nr 2 .
Stabilizację satelity zapewniał system składający się z dodatkowej kamery i silników korekcyjnych. Kamera ta skierowana na wybrane gwiazdy, gwarantowała, że główne kamery szerokokątne są skierowane w kierunku Ziemi. W przypadku wykrycia tendencji do utraty kontaktu z gwiazdami, uruchamiane były silniczki korekcyjne .

## Misja
Misja rozpoczęła się 21 czerwca 1966 roku, kiedy rakieta Thor Agena D wyniosła z kosmodromu Vandenberg na niską orbitę okołoziemską. Po znalezieniu się na orbicie KH-4A 34 otrzymał oznaczenie COSPAR 1966-055A.
Według notatki dyrektora Narodowego Centrum Interpretacji Fotograficznej (National Photographic Interpretation Center, NPIC) z 20 czerwca 1966, analitycy mieli skupić m.in. wyznaczeniu przebiegu dróg i linii kolejowych między ważnymi punktami przy granicy Chin i Wietnamu Północnego oraz Chin i Indii, oraz korytarzy morskich prowadzących do portów i baz w południowych Chinach.
Kapsułę 1034-1 odzyskano 26 czerwca 1966 (po 81 orbitach; praca od 21 czerwca). Kapsułę 1034-2, 1 lipca 1966 (po 161 orbitach; praca od 26 czerwca). Ogólną jakość zobrazowania określono jako zmienną i gorszą od wcześniejszych misji.